# Fatuma Roba
Fatuma Roba (Arsi, 18 december 1973) is een Ethiopische langeafstandsloopster en olympisch kampioene. Zij nam in totaal tweemaal deel aan de Olympische Spelen.

## Biografie
Zoals vele andere Afrikaanse toplopers legde ook Roba een lange weg af te voet af naar school en terug. Haar eerste succes was een derde plaats op de 10.000 m op de Afrikaanse kampioenschappen in 1993 in Durban.
In 1996 won ze de marathon van Rome en op de olympische marathon in 1996 in Atlanta won ze de gouden medaille, voor de Russische Valentina Jegorova en de Japanse Yuko Arimori
Fatuma Roba won in 1997, 1998 en 1999 de Boston Marathon. In 1997 was ze de eerste Afrikaanse die deze wedstrijd won en in 1998 liep ze haar persoonlijk record van 2:23.21. In 1999 werd ze tweede op de marathon van Tokio en vierde op de marathon tijdens de wereldkampioenschappen in Sevilla. In 2000 werd ze derde op de Boston Marathon.
In 2004 zegevierde Roba in de marathon van Nagano.

## Titels
- Olympisch kampioene marathon - 1996
- Ethiopisch kampioene 10.000 m - 1996

## Persoonlijke records
| Onderdeel      | Prestatie | Datum            | Plaats |
| -------------- | --------- | ---------------- | ------ |
| 10.000 m       | 32.55,32  | 23 juni 1993     | Durban |
| halve marathon | 1:09.01   | 16 december 2001 | Kobe   |
| marathon       | 2:23.21   | 20 april 1998    | Boston |

## Palmares

### 10.000 m
- 1990: 4e Afrikaanse kamp. in Cairo - 34.26,87
- 1993:  Afrikaanse kamp. in Durban - 32.55,32
- 1996:  Ethiopische kamp. in Addis Ababa - 34.10,0

### 10 km
- 1995:  Paderborner Osterlauf - 32.39
- 1998: 5e Bolder Boulder - 34.43
- 2000:  New York Mini Marathon - 32.25

### 15 km
- 1990: 14e WK in Dublin - 51.48,8
- 1991: 19e WK in Nieuwegein - 50.21

### 10 Eng. mijl
- 1997: 4e Dam tot Damloop - 53.38

### 20 km
- 1994:  20 km van Parijs - 1:08.33

### halve marathon
- 1992: 6e WK in South Shields - 1:10.28
- 1993: 5e halve marathon van Grevenmacher - 1:13.39
- 1994:  halve marathon van Parijs - 1:10.57
- 1994:  halve marathon van Vitry-sur-Seine - 1:12.35
- 1994: 11e WK in Oslo - 1:10.49
- 1995: 5e halve marathon van Parijs - 1:14.23
- 1995: 4e halve marathon van Berlijn - 1:12.26
- 1995:  halve marathon van Lyon - 1:11.56
- 1995:  Great North Run - 1:12.05
- 1997:  halve marathon van Lissabon - 1:09.43
- 1999:  halve marathon van Matsue - 1:10.54
- 2000:  halve marathon van Kyoto - 1:10.16
- 2001:  halve marathon van Kyoto - 1:09.19
- 2001: 5e halve marathon van Virginia Beach - 1:11.49
- 2001:  halve marathon van Portugal - 1:10.29
- 2001:  halve marathon van Kobe - 1:09.01

### marathon
- 1993  marathon van Addis Abeba - 2:44.20
- 1994 11e marathon van Parijs - 2:35.25
- 1995 19e WK - 2:39.27
- 1996  OS - 2:26.05
- 1996  marathon van Rome - 2:29.05
- 1997  Boston Marathon - 2:26.23
- 1997 4e marathon van Tokio - 2:30.39
- 1998  Boston Marathon - 2:23.21
- 1998 9e marathon van Tokio - 2:36.225
- 1999  Boston Marathon - 2:23.25
- 1999 4e WK - 2:28.04
- 1999  marathon van Tokio - 2:27.05
- 2000  Boston Marathon - 2:26.27
- 2000 9e OS - 2:27.22
- 2001 5e Boston Marathon - 2:28.08
- 2001  marathon van San Diego - 2:27.22
- 2001 13e WK - 2:31.10
- 2001  marathon van Madrid - 2:28.33
- 2002 7e marathon van Osaka - 2:29.31
- 2002  marathon van Nagano - 2:27.16
- 2003  marathon van Nagano - 2:31.05
- 2003  marathon van San Diego - 2:30.26
- 2003 5e marathon van Tokio - 2:37.03
- 2004  marathon van Nagano - 2:28.05

### veldlopen
- 2001: 12e WK (lange afstand) in Antwerpen - 21.01

1984: Joan Benoit ·
1988: Rosa Mota ·
1992: Valentina Jegorova ·
1996: Fatuma Roba ·
2000: Naoko Takahashi ·
2004: Mizuki Noguchi ·
2008: Constantina Diță ·
2012: Tiki Gelana ·
2016: Jemima Sumgong ·
2020: Peres Chepchirchir ·
2024: Sifan Hassan